# Summa contra Gentiles
Summa contra Gentiles là một trong những bộ tổng luận thần học viết bởi thánh Thomas Aquinas được biết đến nhiều nhất, được soạn thảo dưới dạng 4 cuốn sách trong khoảng thời gian từ 1259 tới 1265.
Nếu bộ Summa Theologiæ được viết để giải nghĩa đức tin Kitô giáo cho các sinh viên thần học, thì bộ Summa contra Gentiles được viết nhằm bảo vệ đức tin, chống lại những chỉ trích và câu hỏi từ các giáo phái bên ngoài. Mặc dù cuốn cuối cùng trong bộ tổng luận viết về những chủ đề trong thần học mặc khải như là Chúa Ba Ngôi, sự nhập thể của Đức Kitô, và các Bí tích, thì nội dung của ba cuốn đầu tiên chỉ giới hạn trong thần lý học: thánh Thomas tin rằng kể cả những người chưa tin thật vào các mặc khải Kitô giáo cũng có thể hiểu được những lập luận dựa trên lý trí.

## Tiêu đề
Tiêu đề thông thường của bộ tổng luận – Summa contra Gentiles, được biên nơi bìa của những bản viết tay cổ xưa nhất của bộ sách,  thỉnh thoảng được biên thành Summa contra Gentes. Tiêu đề này được lấy từ chương 2 của quyển I, nơi thánh Thomas – với tư cách là tác giả – nêu ra mục đích của bộ sách:
Tôi đã tự đặt cho mình nhiệm vụ công bố, trong khả năng hữu hạn của mình, chân lý mà đức tin Công giáo tuyên xưng, cũng như phản bác những niềm tin lầm lạc nào chống lại chân lý ấy. Vì, như xưa ông thánh Hilariô từng viết, 'tôi nhận thức rằng đó là điều tôi nhất định phải làm cho Chúa, điều mà tôi coi như bổn phận trọng nhất của đời mình, hầu cho mọi lời nói và ý tứ của tôi đều làm chứng cho Chúa' (De Trinitate, quyển I, chương 37).
Bộ tổng luận còn có một tiêu đề chi tiết hơn, đó là Tractatus de fide catholica, contra errores infidelium, nghĩa đen là "Chuyên luận về niềm tin phổ quát, chống lại những lầm lạc của người ngoại giáo".

## Nội dung
Bộ tổng luận Summa contra Gentiles được trình bày thành 4 quyển. Cấu trúc của bộ tổng luận được thiết kế theo hướng khai triển trước hết những lập luận triết học chung về thuyết độc thần, điều mà các tín hữu Islam giáo và Do Thái giáo có thể tán thành ngay cả khi xét trong truyền thống tôn giáo của mình, rồi sau đó mới tiến hành thảo luận về học thuyết Kitô giáo.
- Quyển I mở đầu bằng những vấn đề chung về chân lý và lý trí tự nhiên. Kể từ chương 10, sách khảo sát khái niệm về một Thượng đế theo thuyết độc thần: chương 10 đến chương 13 bàn về sự thực hữu của Thiên Chúa, sau đó tác giả khảo cứu các đặc tính của Thiên Chúa (chương 14 đến chương 102). Để diễn tả một chân lý nào đó về Thiên Chúa mà có thể rút ra được nhờ lý trí, thánh Thomas đã đưa ra nhiều lập luận: các lập luận ấy chứng tỏ cùng một Chân lý nhưng theo những cách khác nhau.
- Quyển II bàn về sự Sáng thế (cụ thể là về vũ trụ vật chất, tức là muôn vật muôn loài).
- Quyển III bàn về sự quan phòng của Thiên Chúa và những tình trạng của con người, tức là những hành vi thiện và ác, định mệnh và trí năng của con người, cũng như mối liên hệ giữa các thụ tạo và đấng tạo hóa.
- Quyển IV bàn về các luận điểm trong giáo lý Kitô giáo được dùng để phân biệt Kitô giáo kể từ công đồng Nicea với các tôn giáo độc thần khác; cụ thể là về Chúa Ba Ngôi, về sự nhập thể, về các Bí tích và về sự phục sinh của Chúa Giêsu.

Các quyển đánh số từ I tới III bàn về những chân lý mà trí năng con người có thể tiếp cận được một cách tự nhiên, còn Quyển IV thì bàn về những chân lý mặc khải mà lý trí tự nhiên không đủ khả năng để giải thích.